# Брунико
Брунико (итал. Brunico), Брунек (нем. Bruneck) — город в Италии, располагается в регионе Трентино-Альто-Адидже, в провинции Больцано.
Население коммуны, на 01.01.2024 года, составляет 17 143 человека, плотность населения ─ 380,98 чел./км². Коммуна занимает площадь 45 км².
В коммуне 15 августа особо празднуется Успение Пресвятой Богородицы.

## Города-побратимы
- Бриньоль, Франция (1959)
- Грос-Герау, Германия (1959)
- Тилт, Бельгия (1959)
- Шамотулы, Польша (1997)

## Известные уроженцы и жители
- Альфред Амон (1883—1962) — австрийский экономист
- Карл Тольд (1840—1920) — австрийский врач и анатом, профессор
- Лукас Хофер (р. 1989) — итальянский биатлонист
- Маркус Виндиш (р. 1984) — итальянский биатлонист
- Доминик Виндиш (р. 1989) — итальянский биатлонист
- Карин Кнапп (р. 1987) — итальянская теннисистка
- Доротея Вирер (р. 1990) — итальянская биатлонистка